# محوطه زیج
محوطه زیج در شهرستان گیلا نغرب، بخش مرکزی، دهستان چله، ۸۰۰ متری شمال شرقی روستای شیرزادی واقع شده و این اثر در تاریخ ۱۸ اسفند ۱۳۸۷ با شمارهٔ ثبت ۲۴۷۹۹ به‌عنوان یکی از آثار ملی ایران به ثبت رسیده است.